# Hemipodaphis persimilis
Hemipodaphis persimilis är en insektsart. Hemipodaphis persimilis ingår i släktet Hemipodaphis och familjen långrörsbladlöss. Inga underarter finns listade i Catalogue of Life.